# SIKART
SIKART یک فرهنگ زندگی‌نامه‌ای و پایگاه داده دربارهٔ هنرهای تجسمی در سوئیس و لیختن‌اشتاین است. این فرهنگ توسط مؤسسهٔ تحقیقات هنر سوئیس به‌صورت برخط منتشر می‌شود که شامل ۱۲٫۰۰۰ مدخل کوتاه و ۱٫۱۰۰ مقالهٔ زندگی‌نامه‌ای با جزئیات است.